# Harrods

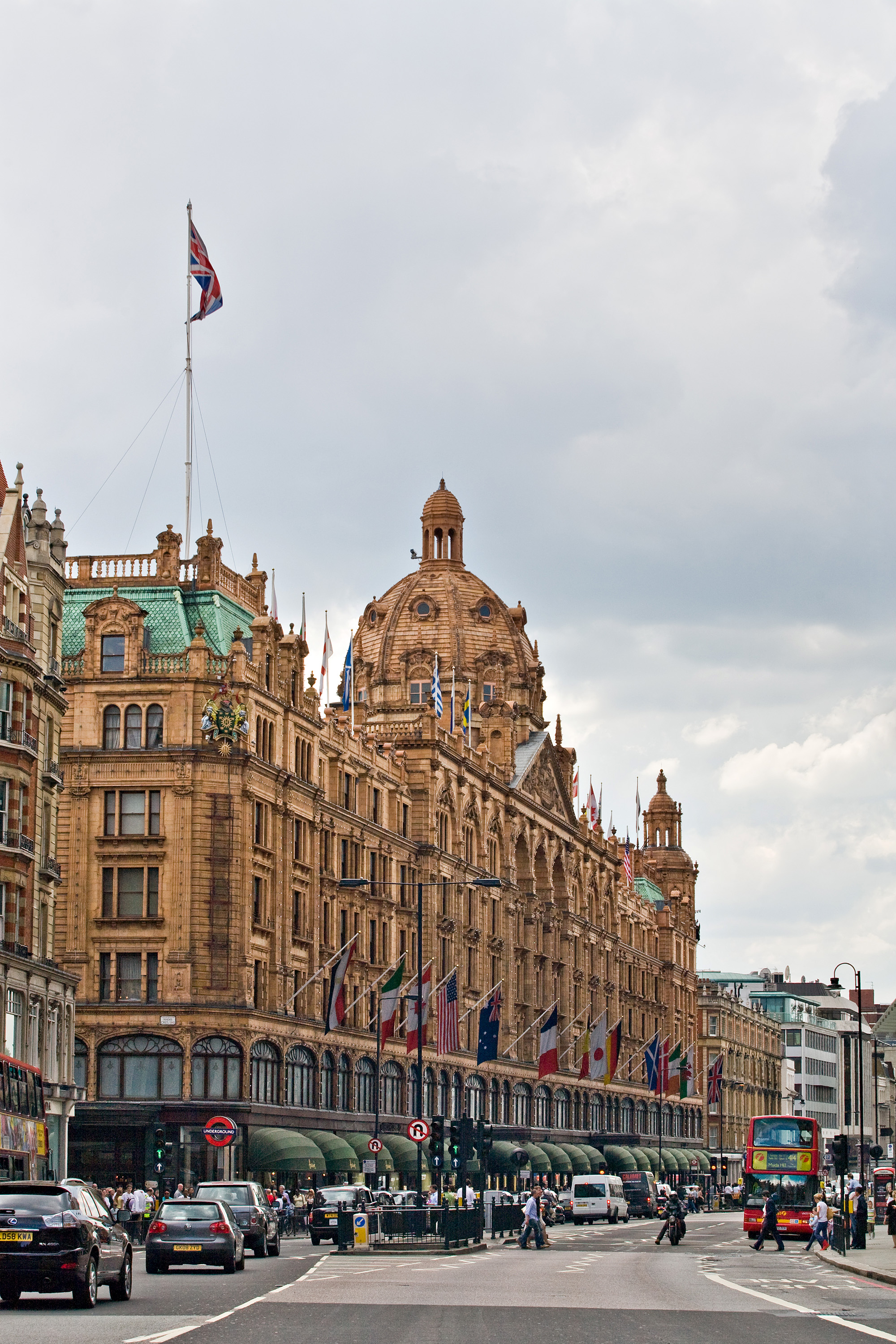
Harrods

Harrods är ett berömt varuhus i Knightsbridge, London. Harrods grundades 1849 som en grönsaksaffär. Varuhuset har idag 6 000 anställda. Varuhuset har över 92 000 m² säljyta och ett brett sortiment. 
En tjänst som erbjuds är att man kan boka en "personlig shoppare". På en vanlig dag har Harrods ungefär 40 000 besökare. Under rea brukar det istället komma ungefär 350 000 besökare. Harrods är också känt för att man sägs kunna köpa vad som helst där; från nålar till hästar och elefanter. Med sina 340 avdelningar kan Harrods erbjuda det mesta i sitt utbud. Varuhuset innehåller dessutom 34 restauranger och kaféer.

## Historia
Charles Henry Harrod grundades sin första rörelse 1824 och den låg söder om Themsen på Borough High Street i Southwark. 1832 började han sälja grönsaker och teer. 1849 flyttade han verksamheten till den nuvarande platsen i Knightsbridge. Under sonen Charles Digby Harrods växte den lilla verksamheten till att 1880 ha 100 anställda och försäljning av förutom grönsaker och frukter även mediciner, parfymer, kontorsvaror. 1883 brann verksamheten ned men kunde snabbt återuppbyggas och ett nytt varuhus restes på platsen. 1905 stod den nuvarande byggnaden klar efter ritningar av Charles William Stephens. 1898 följde Englands första rulltrappa. Varuhuset fick en rad kända personer som kunder, däribland det brittiska kungahuset. 1914 grundades ett andra varuhus i Buenos Aires, idag frånkopplat det brittiska. 
1983 ägde ett attentat av Provisoriska IRA rum utanför Harrods som dödade sex personer. Varuhuset köptes 1985 av affärsmannen Mohamed Al-Fayed, far till Prinsessan Dianas pojkvän Dodi Fayed. Till minne av den tragiska bilolyckan där både Diana och Dodi omkom finns idag ett minnesmärke över paret på varuhuset. 2010 såldes varuhuset till Qatar Investment Authority. I början av 2000-talet upphörde Harrods att vara kunglig hovleverantör.